# 千坂多門
千坂　多門（ちさか　たもん）は、戊辰北越戦争の際、長岡藩 河井継之助から最初の八丁沖の戦いへの出撃を懇請され、戦死した米沢藩 散兵隊一番隊隊長。　米沢藩散兵隊は最先端の七連発スペンサー銃を擁し、「米沢の元込隊」と呼ばれた。　

## 八丁沖徒渉作戦

### 概要
慶応4年5月19日の長岡城陥落後、新政府軍が長岡に侵攻して猿橋川・八丁沖の南側を占領。北側を奥羽越列藩同盟軍が要所に陣地を置き対峙し、平野部は膠着状態になっていた。　そこで同盟軍側が現状突破策として考えたのが、新政府軍側では通行不能とみなしている八丁沖を徒渉して無警戒の敵陣に上陸する奇襲作戦。　6月22日と7月24日の２回行われ、千坂多門は最初の作戦（6月22日）に参加して戦死。　2回目は1回目を教訓に実行し、長岡城奪還に成功した。
慶応4年6月20日夜、長岡藩 河井継之助・会津藩 佐川官兵衛が同盟軍本陣に来て同盟軍総督千坂高雅・参謀甘糟継成と協議。　地理に明るい長岡藩の先導で6月22日夜に八丁沖を徒渉し、敵陣への奇襲攻撃を実行することになったが、河井継之助から八丁沼先行挺身決死隊は重要な役割を担うので、是非米沢軍の「元込隊」（散兵隊）をこれに充てられたいと総督（千坂高雅）に懇望あり。
　
米沢藩から第一散兵隊（隊長　千坂多門）と第二散兵隊（隊長　浅羽徳太郎）が出撃することになり、総督から両人に作戦を告げ、「此度こそ実に大切の戦なれば国家に為に一命を差し上げ呉れよ」と懇請すると、両人は欣然として潔く死地に赴く覚悟を披歴。両隊長は隊下の部下に諭し各々必死の覚悟を誓い合い、懐中の金銭や書物などをめいめい総督に預け、本陣において決別の酒を酌み交わし、夕刻４時過ぎ長岡藩四小隊160余人とともに出撃。　

### 出撃・敵陣奇襲成功（慶応4年6月22日夜)
慶応4年6月22日午後4時に長岡藩四個小隊160余人・米沢藩 散兵隊二個小隊・会津藩四番隊半隊の兵が同盟軍側陣地を出発、八丁沖を１里ほど潜行し、夜8時半ごろ新政府軍側占領地域の福島村に上陸。　敵陣は無警戒で完全に虚をつかれ、奇襲は成功。　敵兵百余人は周章狼狽し戦わずに、赤裸のまま逃走。　

### 新政府軍反撃・千坂多門戦死
同盟軍が敵塁占領後しばらくして、新政府軍が反撃開始。　それに対して千坂隊は堡塁の陰に散開し、浅羽隊は塁壁に配置して側面攻撃を展開、千坂隊長は累上で旗を打ち振り指揮督励。　この時、一弾が千坂の額を貫通、千坂隊長は真逆様に倒れ落ち、戦死。　

### 同盟軍退却
味方の援軍は泥路と深田に進撃を阻まれ急場に間に合わず、そのうち新政府軍は猛然と砲撃、同盟軍は数刻の戦闘で疲労困憊、弾丸も尽きかけてきたため、せっかく占領した敵塁を捨て退却。

### 死傷者数
死傷者数は同盟軍側戦死16・傷20（長岡藩兵戦死10・傷20、米沢藩兵戦死1・傷８、会津藩兵戦死5・傷10）、新政府軍側戦死24・傷57(薩摩藩兵戦死５・傷３、長州藩兵戦死2・傷10、戸山藩兵戦死6・傷8、金沢藩兵戦死9・傷23、高田藩兵戦死2・傷12、田野口藩兵傷1) 

### 犠牲から得た教訓
大山柏は「この戦いによる同盟軍側の犠牲は大きかったが、戦術上無人地帯ないしは防備最薄部に対する攻撃は、容易に堅固なる陣地をも突破できるという大きな教訓をかち得たことが、のちに河井継之助みずから第一線に出動、指揮して敵線突破に成功したのは、この日の貴い流血、犠牲の賜物なのである。」と記している。
同盟軍はこの時の経験を生かして、二回目の八丁沖の戦い（慶応4年7月24日）で長岡城奪還に成功した。